# Pelecinidae
Pelecinidae (лат.) — семейство наездников, включающее в себя более 50 видов в составе 7 родов, большая часть из которых вымершие.

## Описание
Представители семейства имеют вытянутое, нитеобразное тело. Обладающие сильно вытянутым брюшком самки некоторых видов в длину достигают 70 мм.

## Экология
Самки Pelecinidae откладывают яйца в личинки пластинчатоусых.

## Палеонтология
В ископаемом состоянии Pelecinidae известны с юрского периода. Наибольший расцвет семейство пережило в меловом периоде, когда оно было представлено более чем 48 видами. В настоящее время существует всего три вида этого семейства, которые относятся к роду Pelecinus, обитающему в Новом Свете.

## Распространение
Вид Pelecinus polyturator встречается в Америке, Pelecinus thoracicus — в Мексике и Pelecinus dichrous — в Южной Америке.

## Систематика
- род: Pelecinus Latreille, 1800
  - вид: Pelecinus dichrous Perty, 1833
  - вид: Pelecinus polyturator (Drury, 1773)
  - вид: Pelecinus thoracicus Klug, 1841
- род: †Pelecinopteron Brues
  - вид: †Pelecinopteron tubuliforme Brues, 1933 — Сахалин[3]
- род: †Abropelecinus
  - вид: †Abropelecinus rasnitsyni
  - вид: †Abropelecinus rectus
- род: †Allopelecinus
  - вид: †Allopelecinus ruoyae
  - вид: †Allopelecinus terpnus Zhang & Raznitsyn, 2006
- род: †Eopelecinus Zhang et al., 2002 — Китай[4]
  - вид: †Eopelecinus mecometasomatus Zhang 2005[5][6]
  - вид: †Eopelecinus inopinatus Jouault et al., 2020[2]
  - вид: †Eopelecinus scorpioideus Zhang & Rasnitsyn, 2004[7]
  - вид:†Eopelecinus strangulatus Wang, Shih and Gao, 2024
- род: †Iscopinus
  - вид: †Iscopinus baissicus Kozlov, 1974[8]
- род: †Scorpiopelecinus
  - вид: †Scorpiopelecinus versatile Zhang et al., 2002
- род: †Sinopelecinus — Китай[9]
  - вид: †Sinopelecinus delicatus Haichun, Rasnitsyn & Junfeng, 2002[10]
  - вид: †Sinopelecinus epigaeus Haichun, Rasnitsyn & Junfeng, 2002[10]
  - вид: †Sinopelecinus hierus Zhang & Rasnitsyn, 2006[10]
  - вид: †Sinopelecinus magicus Haichun, Rasnitsyn & Junfeng, 2002[10]
  - вид: †Sinopelecinus viriosus Haichun, Rasnitsyn & Junfeng, 2002[10][11]
- род: Stelepelecinus
  - вид: Stelepelecinus minutus